# Hakiulus victorianus
Hakiulus victorianus är en mångfotingart som först beskrevs av Chamberlin 1916.  Hakiulus victorianus ingår i släktet Hakiulus och familjen Parajulidae. Inga underarter finns listade i Catalogue of Life.